# آوای فاخته (مجموعه تلویزیونی)
آوای فاخته مجموعه تلویزیونی با ژانر درام و اجتماعی بود که در سال ۱۳۷۳ از شبکه ۱ سیمای جمهوری اسلامی ایران پخش شد. این مجموعه به کارگردانی بهمن زرین‌پور بود.

## داستان
یکی از افسران ارتش در سال ۱۳۲۲ همزمان با دستگیری توده‌ای‌ها به شوروی سابق فرار کرده و بعد از انقلاب به ایران بر می‌گردد و دنبال همسر و فرزند خود می‌گردد و در این بین با خواهر خود اختلاف پیدا می‌کند سر ارثیه و …
مراحل ساخت این سریال در شهر بم انجام شد